# Swiss Indoors 2011
Swiss Indoors 2011 — тенісний турнір, що проходив на кортах з твердим покриттям у місті Базель, Швейцарія з 31 жовтня . Належав до категорії ATP World Tour 500, був турніром серії Swiss Indoors 2011 року.

## Фінальна частина

### Одиночний розряд
Роджер Федерер —  Нісікорі Кей 6–1, 6–3

### Парний розряд
Мікаель Льодра /  Ненад Зімоньїч —  Максим Мирний /  Деніел Нестор 6–4, 7–5